# Escrime aux Jeux méditerranéens de 2018
Navigation
Mersin 2013 Oran 2022
Les épreuves d'escrime des Jeux méditerranéens de 2018 ont lieu à Tarragone, en Espagne, du 24 au 25 juin 2018.
Quatre épreuves, toutes individuelles, sont disputées : l'épée pour les hommes, l'épée, le fleuret et le sabre pour les femmes.

## Podiums
| Épreuves | Or                    | Argent                               | Bronze                                                |
| -------- | --------------------- | ------------------------------------ | ----------------------------------------------------- |
| Hommes   |                       |                                      |                                                       |
| Épée     | Yulen Pereira (ESP)   | Romain Cannone (FRA)                 | Aymerick Gally (FRA) Houssam El Kord (MAR)            |
| Femmes   |                       |                                      |                                                       |
| Épée     | Roberta Marzani (ITA) | Joséphine Jacques-André-Coquin (FRA) | Lauren Rembi (FRA) Nicol Foietta (ITA)                |
| Fleuret  | Inès Boubakri (TUN)   | Valentina De Costanzo (ITA)          | Jéromine Mpah-Njanga (FRA) Julie Mienville (FRA)      |
| Sabre    | Azza Besbes (TUN)     | Sofia Ciaraglia (ITA)                | Despina Georgiadou (GRE) Lucía Martín-Portugués (ESP) |

## Tableau des médailles
*  Pays organisateur
| Rang  | Nation  | Or | Argent | Bronze | Total |
| ----- | ------- | -- | ------ | ------ | ----- |
| 1     | Tunisie | 2  | 0      | 0      | 2     |
| 2     | Italie  | 1  | 2      | 1      | 4     |
| 3     | Espagne | 1  | 0      | 1      | 2     |
| 4     | France  | 0  | 2      | 4      | 6     |
| 5     | Grèce   | 0  | 0      | 1      | 1     |
| 5     | Maroc   | 0  | 0      | 1      | 1     |
| Total | Total   | 4  | 4      | 8      | 16    |